# Pityohyphantes
Genre
Pityohyphantes est un genre d'araignées aranéomorphes de la famille des Linyphiidae.

## Distribution
Les espèces de ce genre se rencontrent en écozone holarctique.

## Liste des espèces
Selon World Spider Catalog (version 23.5, 18/08/2022) :
- Pityohyphantes alticeps Chamberlin & Ivie, 1943
- Pityohyphantes brachygynus Chamberlin & Ivie, 1942
- Pityohyphantes costatus (Hentz, 1850)
- Pityohyphantes costatus annulipes (Banks, 1892)
- Pityohyphantes cristatus Chamberlin & Ivie, 1942
- Pityohyphantes hesperus (Chamberlin, 1920)
- Pityohyphantes kamela Chamberlin & Ivie, 1943
- Pityohyphantes limitaneus (Emerton, 1915)
- Pityohyphantes lomondensis Chamberlin & Ivie, 1941
- Pityohyphantes minidoka Chamberlin & Ivie, 1943
- Pityohyphantes navajo Chamberlin & Ivie, 1942
- Pityohyphantes pallidus Chamberlin & Ivie, 1942
- Pityohyphantes phrygianus (C. L. Koch, 1836)
- Pityohyphantes rubrofasciatus (Keyserling, 1886)
- Pityohyphantes subarcticus Chamberlin & Ivie, 1943
- Pityohyphantes tacoma Chamberlin & Ivie, 1942

## Systématique et taxinomie
Ce genre a été décrit par Simon en 1929 dans les Linyphiidae.

## Publication originale
- Simon, 1929 : Les arachnides de France. Synopsis générale et catalogue des espèces françaises de l'ordre des Araneae; 3e partie. Paris, vol. 6, p. 533-772.